# Quellendorf
Quellendorf ist ein Ortsteil der Stadt Südliches Anhalt im Landkreis Anhalt-Bitterfeld in Sachsen-Anhalt.
Bis zur Neubildung der Einheitsgemeinde Südliches Anhalt am 1. Januar 2010 war Quellendorf eine selbständige Gemeinde in der Verwaltungsgemeinschaft Südliches Anhalt mit dem zugehörigen Ortsteil Diesdorf. Letzte Bürgermeisterin von Quellendorf war Doris Zimmermann.

## Geografie
Quellendorf liegt etwa 15 Kilometer südwestlich von Dessau-Roßlau und zwölf Kilometer östlich der Kreisstadt Köthen (Anhalt). Das Gebiet zwischen Elbe und Fuhne ist sehr waldarm und wird landwirtschaftlich intensiv genutzt – die Mosigkauer Heide nordöstlich von Quellendorf ist eines der wenigen großen zusammenhängenden Waldgebiete in der Region.

## Geschichte

### Quellendorf
Als Gründer des heutigen Quellendorf gilt Richard von Qualendorf. Die erste urkundliche Erwähnung des Ortes stammt aus dem Jahr 1265 als Qualendorp. Diese Urkunde hat Richardo de Qualendorp in Griebo ausgestellt. Die erste Urkunde, die in Qualendorp selbst vom Notar Johannes ausgestellt wurde, ist von 1266, deshalb gilt dieses Jahr als erste urkundliche Erwähnung.
Per Gesetz des Herzogs von Anhalt vom 10. August 1838 wurde der Ort unter Bezug auf eine nahe Quelle in Quellendorf umbenannt. Der Ort gehörte zum Amt Scheuder und war dann ab 1822 Amtssitz des Justizamtes Qualendorf. Ab 1850 bestand das Kreisgericht Dessau mit einer Kreisgerichtskommission in Quellendorf. 1879 endete die Rechtsprechung in Quellendorf.
1871 hatte Feldmarschall Graf Leonhardt von Blumenthal nach dem Kriege 1870/71 eine Dotation erhalten. Dafür kaufte er von dem General Graf Henckel von Donnersmarck das Gut Quellendorf. Noch zu seinen Lebzeiten übergab der Feldmarschall Quellendorf seinem Schwiegersohn Rudolf Ritter und Edlem von Oettinger.
1974 bis 1979 wurde durch das Nationale Aufbauwerk ein Freibad errichtet. Auf Grund fehlender Gelder zur Sanierung war es 2003 das letzte Mal geöffnet. Seitdem ist es ungenutzt (Stand 2017).
Die Gemeinde wurde bundesweit bekannt, als der Bürgermeister Norbert Lindner (heute Michaela Lindner) 1998 geschminkt und mit Frauenkleidern zum Dienst erschien. Der Gemeinderat leitete ohne Angabe von Gründen ein Abwahlverfahren ein. Lindner wurde mit 482 Stimmen der 782 Wahlberechtigten als Bürgermeister der kleinen Gemeinde abgewählt.

### Diesdorf
Die erste urkundliche Erwähnung von Diesdorf stammt aus dem Jahr 1469.

## Religion

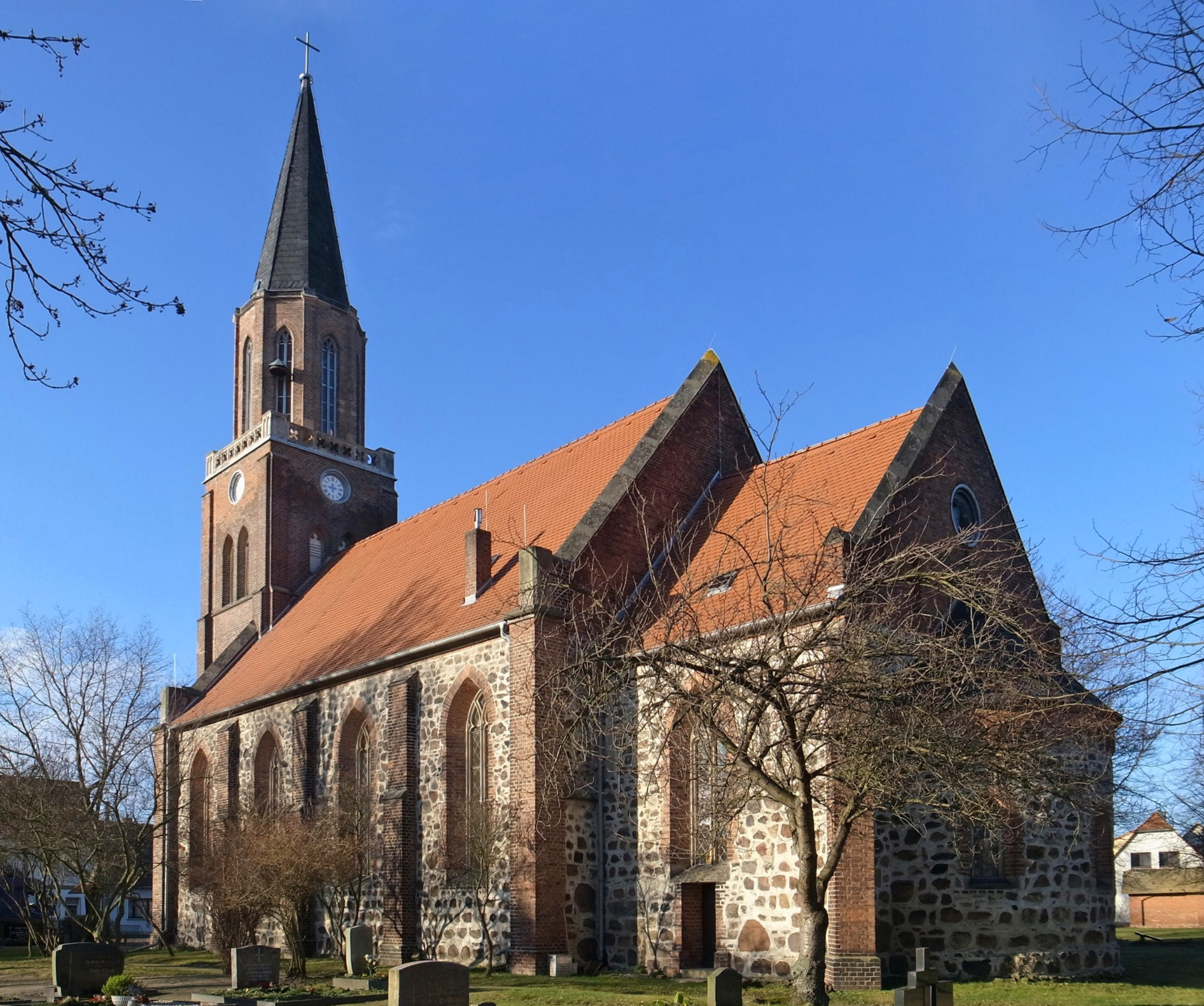
Pfarrkirche „St. Christophorus“

Das ursprünglich zum Archidiakonat Köthen des Erzbistums Magdeburg gehörende Quellendorf wurde durch die im 16. Jahrhundert durchgeführte Reformation lutherisch.

### Evangelisch-lutherische Kirche
Die St.-Christophorus-Kirche gehört zur Evangelischen Landeskirche Anhalts und ist nach Christophorus benannt.
Die Kirchengemeinde Quellendorf hat sich am 1. Juli 2006 mit den Kirchengemeinden Hinsdorf, Lausigk, Libbesdorf, Merzien, Reupzig, Rosefeld, Scheuder und Tornau vor der Heide zur Landgemeinde St. Christophorus Quellendorf zusammengeschlossen.

### Römisch-katholische Kirche

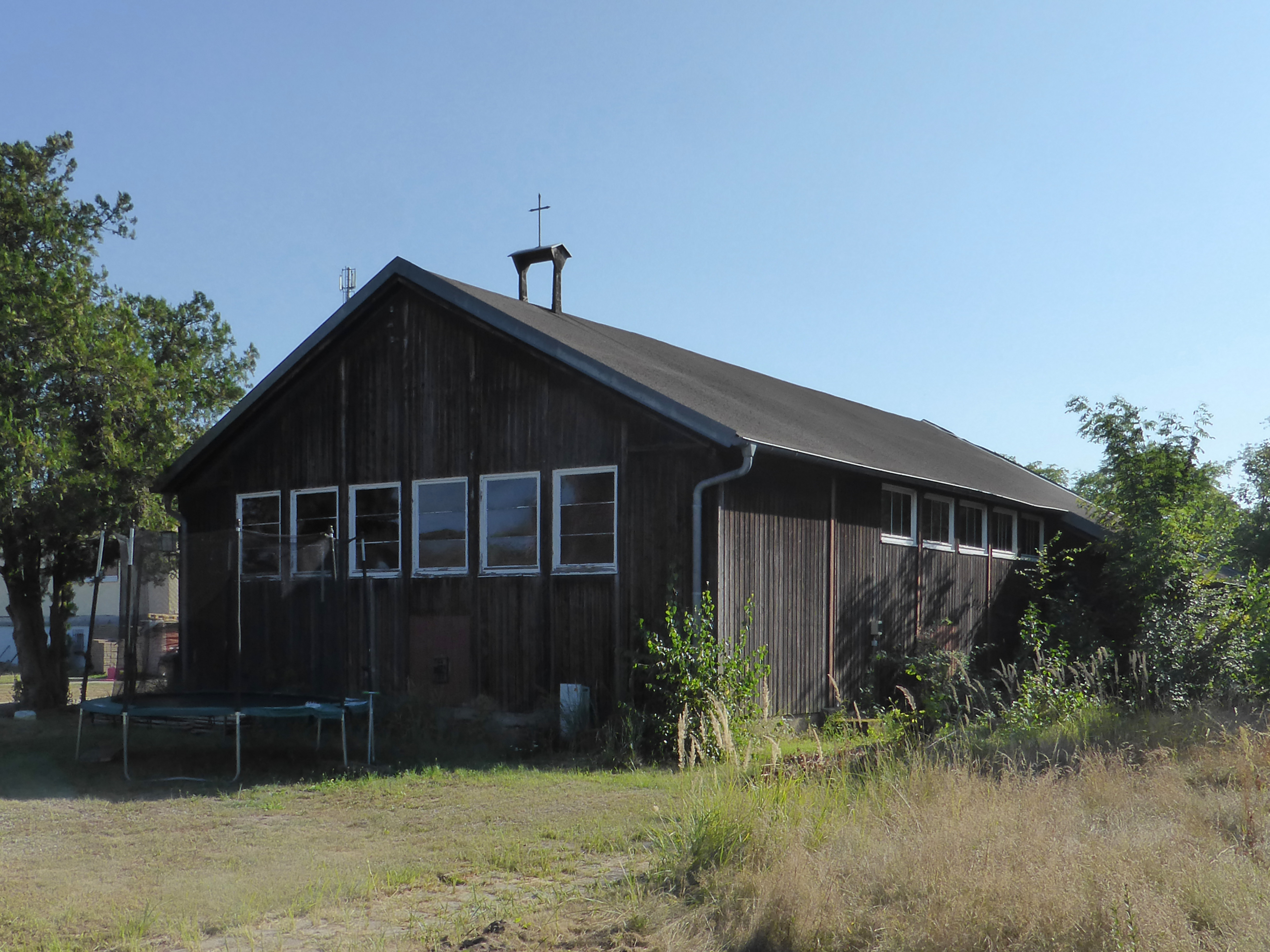
Ehemalige Maria-Regina-Kirche (2024)

Nach dem Zweiten Weltkrieg kamen durch die Flucht und Vertreibung Deutscher aus Mittel- und Osteuropa ab 1945 wieder Katholiken in größerer Zahl nach Quellendorf. Bereits vom Sommer 1945 an hielten Geistliche der Herz-Jesu-Kirche in Osternienburg katholische Gottesdienste in Quellendorf, womit Quellendorf eine Seelsorgestelle der Pfarrei Osternienburg wurde.
1954 bekam Quellendorf einen eigenen Geistlichen, in diesem Jahr wurde auch die Kuratie Quellendorf errichtet. Von 1954 an wurden in Quellendorf auch katholische Kirchenbücher geführt. Die katholischen Gottesdienste fanden zunächst in der evangelischen Kirche statt. Erst am 1. Januar 1955 konnte der Kuratus von Quellendorf auch nach Quellendorf umziehen.
Ende Oktober 1954 pachtete die Pfarrei Osternienburg von der politischen Gemeinde Quellendorf ein Grundstück in Quellendorf, auf dem 1955 eine vom Bonifatius-Verein zur Verfügung gestellte Holzbaracke aufgestellt und als Kirche eingerichtet wurde. Am 13. November 1955 fand die Kirchweihe durch Friedrich Maria Rintelen, den in Magdeburg ansässigen Weihbischof des Erzbistums Paderborn, zu dem Quellendorf damals gehörte, statt. Die Kirche bekam das Patrozinium Maria Regina (deutsch: Maria Königin).
Nach mehreren vergeblichen Versuchen konnte die Kuratie 1965/66 auf dem Grundstück der Kirche auch ein Pfarrhaus erbauen. 1974 wurde der letzte Kuratus von Quellendorf versetzt. Von da an hatte Quellendorf keinen eigenen katholischen Seelsorger mehr und die Quellendorfer Kirche wurde der Pfarrei Raguhn angeschlossen. In diesem Zusammenhang, nach anderer Quelle erst am 1. Mai 1982, wurde auch die Kuratie Quellendorf wieder aufgelöst.
1978 übernahm die Schönstattbewegung das leerstehende Pfarrhaus als Haus Mariengart, dadurch wurde Quellendorf ein Zentrum der Schönstattbewegung in der DDR. 1995 wurde der Schönstatt-Altar aus der St.-Petri-Kirche in Magdeburg in die Quellendorfer Kirche transferiert, womit Quellendorf zu einem Wallfahrtsort der Schönstattbewegung wurde.
Nachdem die Schönstattbewegung den Wallfahrtsort Quellendorf aus Personalmangel wieder aufgeben musste, wurde der Schönstatt-Altar nach Olsztyn in Polen abgegeben. Per Dekret vom 23. Februar 2017 wurde die Maria-Regina-Kirche profaniert. Die letzte Heilige Messe fand am 16. April 2017, dem Ostersonntag, statt. Heute gehören Katholiken in Quellendorf zur Pfarrei Dessau.

## Politik

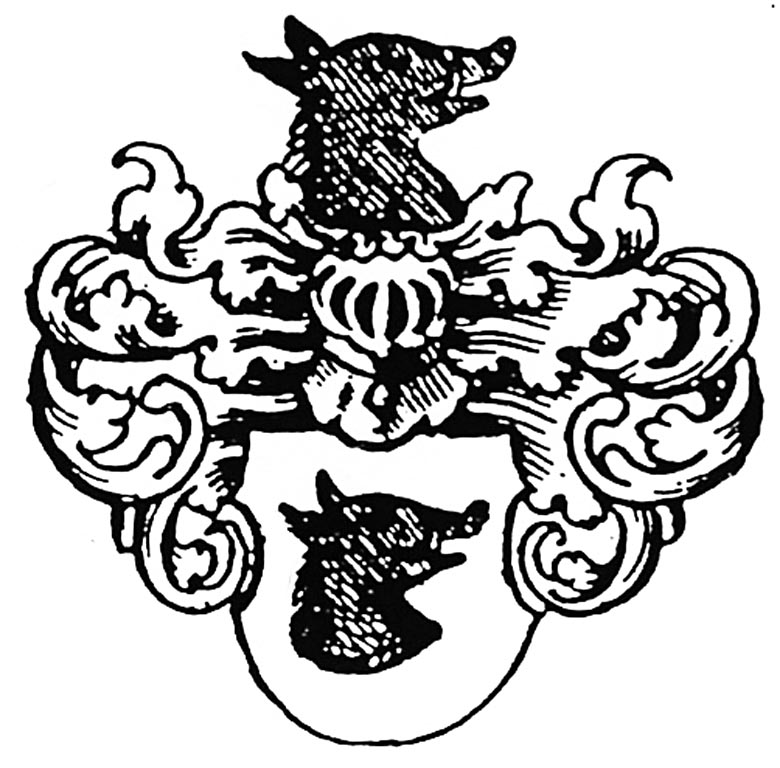
Familienwappen derer von Qualen

### Wappen und Flagge
Der Landrat des Landkreises Anhalt-Bitterfeld genehmigte der Gemeinde Quellendorf am 11. April 2008, das nachstehend beschriebene Wappen und die nachstehend beschriebene Flagge zu führen.
Wappenbeschreibung
„Geviert von Silber und Blau; Feld 1: ein schwarzer Eberkopf mit rotem Hauer, Feld 2 und 3: zwei goldene Ähren, Feld 4: eine blaue Quellfontäne.“ Die Farben der Gemeinde sind Blau/Silber (Weiß).
Am 13. November 2007 beschloss der Gemeinderat, ein neu zu gestaltendes Wappen zu führen und beauftragte mit der Realisierung den Heraldiker Jörg Mantzsch. Die Wappensymbolik verbindet sich mit drei wesentlichen Gegebenheiten:
- dem Wappen der Familie von Qualen, die über viele Generationen im Ort ansässig war und in Urkunden des 13. und 14. Jahrhunderts auftauchte,
- der Landwirtschaft, die über Jahrhunderte neben etwas Viehhaltung die wirtschaftliche Grundlage der Bevölkerung war, und
- der Quelle, an der sehr wahrscheinlich eine Besiedlung ihren Ursprung nahm.

Diese genannten Gegebenheiten werden durch den Eberkopf aus dem Wappen derer von Qualen, den Getreideähren und dem Spring im Wappen symbolisiert.
Der Ortsname hieß in früheren Zeiten Qualendorp bzw. Qualendorf und wurde auf Anordnung des Fürsten von Anhalt in das heutige Quellendorf umbenannt. Obwohl der Ortsname mit der Familie von Qualen in Verbindung steht und weniger mit der naheliegenden Quelle gefiel es dem Landesherren nicht, dass seine Untertanen in einem „Qualen-Dorf“ leben sollten.
Die Familie von Qualen war dänisch-holsteinischen Ursprungs und hatte einst so wichtige Vertreter, dass z. B. Franziska Genoveva von Qualen auf dem 500-Kronen-Schein Dänemarks aufgenommen wurde.
Anknüpfend an den Ortsnamen wurde Blau im Zusammenhang mit Wasser als dominierende Schildfarbe gewählt.
Flaggenbeschreibung
„Die Flagge ist blau-weiß (1:1) gestreift (Querform: Streifen waagerecht verlaufend, Längsform: Streifen senkrecht ver-laufend) und mittig mit dem Gemeindewappen belegt.“

## Sehenswürdigkeiten
In der Liste der Kulturdenkmale in Südliches Anhalt sind für Quellendorf 15 Kulturdenkmale aufgeführt.

## Verkehrsanbindung
Durch Quellendorf führt die Straßenverbindung von Köthen (Anhalt) nach Bitterfeld-Wolfen. Buslinien des Öffentlichen Nahverkehrs führen nach Köthen sowie nach Salzfurtkapelle (Ortsteil der Stadt Zörbig). Der Autobahnanschluss Dessau-Süd ist etwa zehn Kilometer entfernt (A 9 Berlin–München). Die nächsten Bahnhöfe befinden sich in Dessau-Roßlau, Köthen und Raguhn.